# Enis Alushi
Enis Alushi (* 22. Dezember 1985 in Titova Mitrovica, SFR Jugoslawien, heute Kosovo) ist ein ehemaliger deutsch-kosovarischer Fußballspieler.

## Karriere

### Im Verein
Alushi spielte in der Jugend für den TV Oberhundem in der Gemeinde Kirchhundem, Borussia Dortmund und die Sportfreunde Siegen. 2003 wechselte er zum 1. FC Köln. Nach einem Jahr in der A-Jugendmannschaft gehörte er zwei Jahre lang dem Kader der zweiten Mannschaft an, die in der Regionalliga Nord spielte. Ab der Saison 2006/07 gehörte er zum Profikader. Am 15. Dezember 2006 absolvierte er sein erstes Zweitligaspiel, als er bei der Partie gegen den 1. FC Kaiserslautern eingewechselt wurde. In der folgenden Winterpause verließ er den 1. FC Köln und wechselte zum SV Wehen Wiesbaden. Von 2008 bis 2012 spielte er beim SC Paderborn 07.
Zur Saison 2012/13 wechselte er zum 1. FC Kaiserslautern, wo er in zwei Jahren lediglich 18 Zweitliga-Einsätze hatte. Im Sommer 2014 schloss er sich dem Ligarivalen FC St. Pauli an; die Hamburger statteten ihn mit einem 2-Jahres-Vertrag aus. Im Mai 2016 kündigte er an, den auslaufenden Vertrag beim FC St. Pauli nicht zu verlängern.
Seit Juli 2016 stand er beim 1. FC Nürnberg unter Vertrag. Im Januar 2017 wurde er für ein halbes Jahr zum israelischen Erstligisten Maccabi Haifa ausgeliehen. Seit Juli 2018 war er vereinslos. Daraufhin beendete er seine Karriere und arbeitet heute als Spielerberater.

### International
Mit der deutschen U-19-Nationalmannschaft nahm Alushi an der U-19-Fußball-Europameisterschaft 2004 teil. Er kam dort bei einem Spiel zum Einsatz. Zudem spielte er für die U-20-Fußballnationalmannschaft beim Vier-Länder-Turnier (Deutschland, Italien, Österreich, Schweiz) und diversen Freundschaftsspielen mit, so dass er auf insgesamt 15 Länderspieleinsätze kommt.
Am 5. März 2014 nahm Alushi beim 0:0 gegen Haiti am ersten offiziellen Länderspiel des Kosovo gegen ein FIFA-Mitglied teil. Außerdem spielte er im Juni 2016 beim Debüt des Kosovo als FIFA-Mitglied gegen die Färöer, das 2:0 gewonnen wurde.

## Familie
Alushi ist kosovo-albanischer Abstammung. Seit Juni 2011 ist Alushi mit der ehemaligen deutschen Fußballnationalspielerin Fatmire Bajramaj, die ebenfalls kosovarischstämmig ist, liiert. Ihre Väter arbeiteten gemeinsam bei der Polizei im Kosovo. Alushi und Bajramaj heirateten am 10. Dezember 2013 in Giesenkirchen. Gemeinsam haben sie zwei Söhne, die 2015 und 2021 geboren wurden, sowie zwei 2017 und 2020 geborene Töchter.